# Aktinolit
Aktinolit  är ett oftast grönaktigt stråligt eller fibrigt monoklint silikatmineral. Det har den kemiska sammansättningen Ca2(Mg,Fe2+)5Si8O22(OH)2och är en fast lösning mellan ändleden tremolit Ca2Mg5Si8O22(OH)2 och ferroaktinolit Ca2Fe2+5Si8O22(OH)2. Aktinolit är en kalciumhaltig klinoamfibol. Kiselatomerna är via syreatomer kopplade i dubbla kedjor det vill säga det är ett bandsilikat även benämnt inosilikat. 

## Etymologi och historia
Mineralnamnet är bildat av grekiska: aktis, "stråle" och lithos, "sten". Aktinolit beskrevs vetenskapligt första gången 1794 av Richard Kirwan. Mineralet kallas ibland för strålsten.

## Bildning och förekomst
Aktinolit  är vanlig i hydrotermalt omvandlade metamorfa bergarter, till exempel kontaktaureoler som omger intrusiva  magmatiska bergarter. Aktinolit förekommer också som produkt av metamorfism av magnesiumrik kalksten. Mineralet är vanligt i många svenska gruvor i Bergslagen.

## Varieteter
Det gamla mineralnamnet uralit används ibland som beteckning för en omvandlingsprodukt (pseudomorf) från pyroxen som huvudsakligen består av aktinolit.
Nefrit är en tät filtad aktinolit. Nefritens sammansättning kan även övergå till tremolit. Nefrit är det ena mineralet som benämns jade som smyckesten. Det andra är pyroxenmineralet jadeit.

## Aktinolit och new age
Inom new age sägs aktionoliten främja kreativiteten.